# Jupilles
Jupilles là một xã thuộc tỉnh Sarthe trong vùng Pays-de-la-Loire tây bắc nước Pháp. Xã này nằm ở khu vực có độ cao từ 82-172 mét trên mực nước biển. Xã này có diện tích km2, dân số năm 2006 là người.